# Marco van Belle
Marco van Belle (* in Dublin) ist ein irischer Filmregisseur, Filmproduzent und Drehbuchautor.

## Leben
Marco van Belle wuchs in Dublin auf. Er sammelte erste Erfahrungen im Schauspiel am Samuel Beckett Theatre in Dublin. Später zog er nach Großbritannien, wo er als Journalist und Fernsehproduzent bei der BBC arbeitete.
Als Schauspieler war er 1999 in dem Film The Book That Wrote Itself in einer Nebenrolle zu sehen. Für die mehrteilige Fernsehdokumentation Helicopter Heroes war er Kameramann. 2007 folgte mit dem Kurzfilm Me Head’s a Shed sein erster eigener Film. Größere Beachtung brachte ihm der Film Arthur und Merlin ein. Marco van Belle fungierte ebenfalls als Produzent und Drehbuchautor. Aktuell (Stand Frühjahr 2020) stehen die Arbeiten für eine Fortsetzung an.

## Filmografie

### Regisseur
- 2007: Me Head’s a Shed (Kurzfilm)
- 2009: Blue (Kurzfilm)
- 2009: Mr. Bojagi (Kurzfilm)
- 2015: Arthur und Merlin

### Produzent
- 2009: Mr. Bojagi (Kurzfilm)
- 2015: Arthur und Merlin

### Drehbuchautor
- 2015: Arthur und Merlin

### Schauspieler
- 1999: The Book That Wrote Itself